# The Unauthorized Biography of Reinhold Messner
The Unauthorized Biography of Reinhold Messner är den amerikanska pianorockgruppen Ben Folds Fives tredje studioalbum, släppt den 21 april 1999.
En amerikansk specialutgåva hade en bonusvideo, Spare Reels, med liveframträdanden. Den australiska utgåvan hade en bonus-cd med liveframträdanden och en intervju.
Albumets titel kommer sig av att gruppens trummis Darren Jessee under sin tonårstid hade ett förfalskat id-kort i namnet Reinhold Messner. När namnet på albumet valdes visste inte gruppen att det fanns en verklig Reinhold Messner, en berömd italiensk bergsbestigare. Messner gav sitt tillstånd till att hans namn användes, och kontaktade i efterhand gruppen och meddelade att han var mycket nöjd med albumet.
"Sången" på "Your Most Valuable Possession" består av ett meddelande som lämnades på Ben Folds telefonsvarare av Folds pappa, Dean Folds, medan denne halvsov.
Ben Folds Five splittrades 2000. Gruppen återförenades dock för en enda konsert i september 2008 i Chapel Hill i North Carolina i USA, där de spelade The Unauthorized Biography of Reinhold Messner i dess helhet. Konserten var den första i MySpaces konsertserie Front to Back.
Gruppen återförenades 2012 och släppte då ett nytt studioalbum, The Sound of the Life of the Mind.

## Låtlista
Alla låtar är skrivna och komponerade av Ben Folds förutom där annat anmärkts. 
| Nr           | Titel                         | Kompositör                                                          | Längd |
| ------------ | ----------------------------- | ------------------------------------------------------------------- | ----- |
| 1.           | Narcolepsy                    |                                                                     | 5:24  |
| 2.           | Don't Change Your Plans       |                                                                     | 5:10  |
| 3.           | Mess                          |                                                                     | 4:03  |
| 4.           | Magic                         | Darren Jessee                                                       | 4:03  |
| 5.           | Hospital Song                 |                                                                     | 2:05  |
| 6.           | Army                          |                                                                     | 3:24  |
| 7.           | Your Redneck Past             |                                                                     | 3:42  |
| 8.           | Your Most Valuable Possession | Ben Folds, Darren Jessee, Robert Sledge, Dean Folds, Caleb Southern | 1:57  |
| 9.           | Regrets                       |                                                                     | 4:10  |
| 10.          | Jane                          |                                                                     | 2:44  |
| 11.          | Lullabye                      | Ben Folds, Anna Goodman                                             | 3:53  |
| Total längd: | Total längd:                  | Total längd:                                                        | 40:35 |

| 12.          | Birds        | Robert Sledge | 2:10  |
| Total längd: | Total längd: | Total längd:  | 42:45 |

| 12.          | Theme from 'Dr. Pyser' (Studio Version) |              | 3:13  |
| Total längd: | Total längd:                            | Total längd: | 43:48 |

## Medverkande

### Ben Folds Five
- Ben Folds – Piano, sång
- Robert Sledge – Elbas, bakgrundssång
- Darren Jessee – Trummor, bakgrundssång

### Övriga
- Mark Feldman – Fiol
- Dean Folds – "Sång" (telefonsvararmeddelande)
- Frank London – Trumpet
- Tom Maxwell – Tenorsaxofon
- Ken Mosher – Barytonsaxofon, altsaxofon
- John Mark Painter – Flygelhorn, ventilbasun, stråkarrangemang
- Lorenza Ponce – Fiol
- Jane Scarpantoni – Cello
- Paul Shapiro – Tenorsaxofon
- Antoine Silverman – Fiol

## Listplaceringar
- Australien – 5[3]
- Japan – 17[4]
- Storbritannien – 22[5]
- USA – 35[6]